# Bisdom Iguatu
Het bisdom Iguatu (Latijn: Dioecesis Iguatuvina) is een rooms-katholiek bisdom met als zetel Iguatu, in Brazilië. Het bisdom is suffragaan aan het aartsbisdom Fortaleza.

## Geschiedenis
Het bisdom werd opgericht op 28 januari 1961, uit delen van het aartsbisdom Fortaleza en het bisdom Crato.

## Parochies
Het bisdom had in 2021 een oppervlakte van 21.904 km2 en telde 607.549 inwoners waarvan 84,1% rooms-katholiek was.

## Bisschoppen
- José Mauro Ramalho de Alarcón Santiago (13 oktober 1961 - 26 juli 2000)
- José Doth de Oliveira (26 juli 2000 - 7 januari 2009; coadjutor sinds 18 december 1991)
- João José da Costa (7 januari 2009 - 5 november 2014)
- Edson de Castro Homem (6 mei 2015 - 24 februari 2021)
- Geraldo Freire Soares (4 mei 2022 - heden)

Fortaleza (aartsbisdom) · Crateús · Crato · Iguatu · Itapipoca · Limoeiro do Norte · Quixadá · Sobral · Tianguá